# Adán Quevedo Bornaz
Adán Quevedo Bornaz fue un político peruano. 
Fue elegido diputado suplente por la provincia de Anta en 1907 hasta 1912 durante los gobiernos de José Pardo y Barreda y el primero de Augusto B. Leguía y reelecto en 1913 hasta 1918 durante los gobiernos de Guillermo Billinghurst, Oscar R. Benavides y José Pardo y Barreda.